# Stanisław Kamiński (inspicjent)

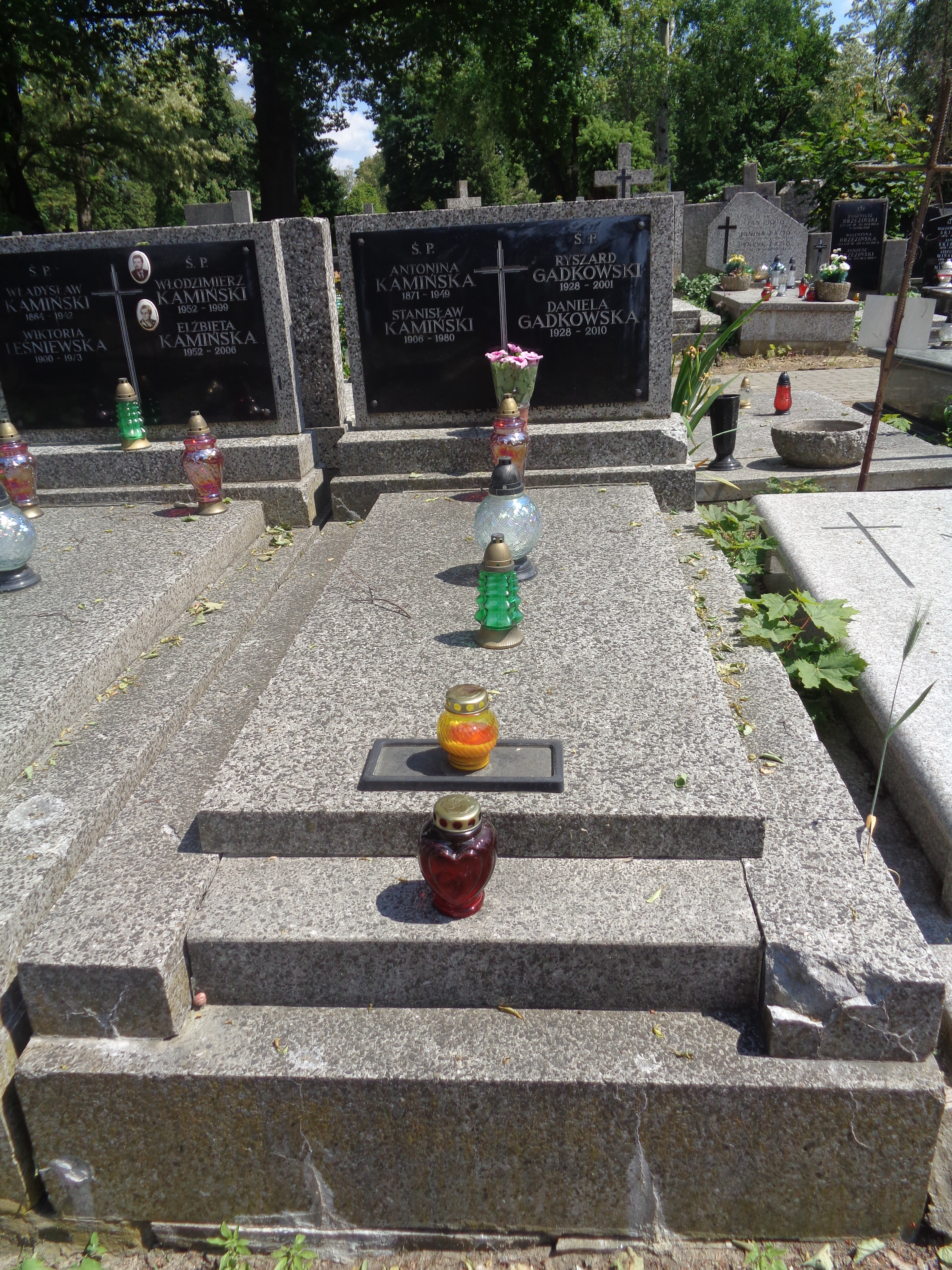
Grób Stanisława Kamińskiego na cmentarzu Bródnowskim w Warszawie

Stanisław Kamiński (ur. 5 października 1905 w Warszawie, zm. 11 stycznia 1980 tamże) – polski tancerz, aktor teatralny i inspicjent.

## Życiorys
Uczęszczał do szkoły baletowej Kazimierza Łobojki, a następnie występował jako tancerz w rewiach i filmach.
Po wybuchu II wojny światowej walczył podczas kampanii wrześniowej, od 1941 był inspicjentem w jawnym Teatrze Komedia.
W sezonie 1945/1946 był aktorem i inspicjentem w Miejskim Teatrze Dramatycznym, od następnego sezonu był inspicjentem. Od 1948 pracował jako inspicjent w Teatrze Rozmaitości, epizodycznie występował w granych tam sztukach m.in. „Człowiek i maszyny”, „Magazyn Małgorzaty Charette” i „Umówiony dzień”.
19 stycznia 1955 roku na wniosek Ministra Kultury i Sztuki został odznaczony Medalem 10-lecia Polski Ludowej.
Zmarł w Warszawie, pochowany 17 stycznia 1980 na cmentarzu Bródnowskim (kwatera 70A-2-30).